# DisneyRemixMania
DisneyRemixMania es el primer álbum remix en la serie DisneyMania. Cuenta con 14 canciones de los tres últimos volúmenes DisneyMania remezcladas para crear versiones de la danza clásicos de Disney. Además, hay una decimoquinta canción, el "DisneyRemixMania Mega Mix" contiene tres canciones Disneymania 3 en una mezcla por DJ Skribble. El álbum alcanzó el #146 en el Billboard 200, por lo que es el puesto más bajo de la serie. Asimismo, fue el primer álbum de la serie en no ser certificado Oro.

## Lista de canciones
| DisneyRemixMania |                                                                                |                                                     |          |  |
| N.º              | Título                                                                         | Intérprete(s)                                       | Duración |  |
| 1.               | «The Second Star to the Right» (Lost Boys Remix)                               | Jesse McCartney                                     |          |  |
| 2.               | «I Won't Say (I'm in Love)» (Girl Power Remix)                                 | The Cheetah Girls                                   |          |  |
| 3.               | «Under the Sea» (Reggae Remix)                                                 | Raven-Symoné                                        |          |  |
| 4.               | «Hawaiian Roller Coaster Ride» (Mahalo Remix)                                  | Jump5                                               |          |  |
| 5.               | «It's a Small World» (Shorty Remix)                                            | Baha Men                                            |          |  |
| 6.               | «I Wan'na Be Like You» (Monkey C Remix)                                        | Smash Mouth                                         |          |  |
| 7.               | «The Siamese Cat Song» (Cat-Scratch Remix)                                     | Hilary Duff & Haylie Duff                           |          |  |
| 8.               | «Colors of the Wind» (Soul Sister Remix)                                       | Ashanti & Lil' Sis Shi Shi                          |          |  |
| 9.               | «Circle of Life» (All Star Remix)                                              | Círulo de Estrellas de Disney Channel               |          |  |
| 10.              | «The Bare Necessities» (Jungle Boogie Remix)                                   | Bowling for Soup                                    |          |  |
| 11.              | «Part of Your World» (C-Girl Rock Remix)                                       | Skye Sweetnam                                       |          |  |
| 12.              | «True to Your Heart» (China Doll Remix)                                        | Raven-Symoné, Anneliese van der Pol & Orlando Brown |          |  |
| 13.              | «Strangers Like Me» (Jungle Rock Remix)                                        | Everlife                                            |          |  |
| 14.              | «Cruella de Vil» (DJ Skribble Spot Remix)                                      | Lalaine                                             |          |  |
| 15.              | «Under the Sea/I Won't Say (I'm in Love)/Cruella de Vil» (DJ Skribble Megamix) | Raven-Symoné, The Cheetah Girls & Lalaine           |          |  |

## Posiciones
| Álbum       | Posiciones    | Posiciones     | Posiciones            | Posiciones      | Posiciones |
| Álbum       | Billboard 200 | Top Kids Audio | Top Electronic Albums | Top Heatseekers |            |
| ----------- | ------------- | -------------- | --------------------- | --------------- | ---------- |
| DisneyMania | #146          | #2             | #2                    | #3              |            |

## Sencillos
1. Raven-Symoné - "Under the Sea".

## Videos
1. Raven-Symoné ft. The Cheetah Girls ft. Lalaine - "DJ Skribble Megamix"
2. Raven-Symoné - "Under the Sea"